# Джери Шацбърг
Джери Шацбърг (на английски: Jerry Schatzberg) е американски фотограф и филмов режисьор. 

## Биография
Джери Шацбърг е роден на 26 юни 1927 година в Ню Йорк, САЩ, в еврейско семейство на кожухари и израства в Бронкс. 

### Кариера
Джери Шацбърг, като фотограф снима за списания като Вог, Ескуайър и Макколс. 
Като фотограф, една от най-известните снимки на Шацбърг е снимката на корицата на албума на Боб Дилън „Blonde on Blonde“, издаден през 1966 г.  Колекция от фотографии от Шацбърг на Дилън е публикувана от Genesis Publications през 2006 г., озаглавена „Thin Wild Mercury“. 
През 1970 г. прави дебюта си като режисьор на игрален филм с „Puzzle of a Downfall Child“, с участието на Фей Дънауей. 
През 1971 г. режисира филма „Паника в Нийдъл парк“, с участието на Ал Пачино. През 1973 г. режисира филма „Плашилото“, с участието на Ал Пачино и Джийн Хекман,  филмът сподели голямата награда на филмовия фестивал в Кан през 1973 г.  Следват филмите „Прелъстяването на Джо Тайнън“ с Алън Алда и Мерил Стрийп,  „Honeysuckle Rose“ с Уили Нелсън и Даян Кенън, „Неразбран“ (по романа на Флорънс Монтгомъри) с участието на Джийн Хекман, „Голяма история“ с участието на Деми Мур и „Уличен хитрец“ (1987), с участието на Морган Фрийман, Фрийман е номиниран за Оскар. 
Джери Шацбърг е член на журито на филмовия фестивал в Кан през 2004 г. 
През 2013 г. той разработва продължение на „Плашилото“ с писателя Сет Коен, което не е направено. 

## Избрана филмография
| Година | Филм                 | Оригинално заглавие      |
| ------ | -------------------- | ------------------------ |
| 1971   | Паника в Нийдъл парк | The Panic in Needle Park |
| 1973   | Плашилото            | Scarecrow                |